# Mere, Belgien
Mere är en ort i Belgien.   Den ligger i provinsen Östflandern och regionen Flandern, i den centrala delen av landet, 28 km väster om huvudstaden Bryssel. Mere ligger 27 meter över havet och antalet invånare är 5 033.
Terrängen runt Mere är platt. Runt Mere är det tätbefolkat, med 709 invånare per kvadratkilometer.. Närmaste större samhälle är Aalst, 4,7 km öster om Mere. 
Omgivningarna runt Mere är en mosaik av jordbruksmark och naturlig växtlighet.